# Liste des conseillers régionaux de Lot-et-Garonne
Le département français de Lot-et-Garonne compte actuellement 10 conseillers régionaux sur les 183 élus qui composent le conseil régional de Nouvelle-Aquitaine.

## Listes par mandature

### 2021-2028
Le Lot-et-Garonne compte 10 conseillers régionaux sur les 183 élus composant l'assemblée du conseil régional de Nouvelle-Aquitaine issue des élections des 20 et 27 juin 2021.
|                     | Sandrine Laffore      | PS     | 01 | Parti socialiste et apparentés             | Conseillère municipale de Montagnac-sur-Auvignon  |
|                     | Guillaume Moliérac    | PS     | 02 | Parti socialiste et apparentés             | Maire de Villeréal                                |
|                     | Maud Caruhel *        | PS     | 03 | Parti socialiste et apparentés             | Conseillère municipale de Marmande                |
|                     | Jean-Luc Armand       | PRG    | 04 | Parti radical de gauche Nouvelle-Aquitaine | Maire de Cocumont                                 |
|                     | Delphine Eychenne     | DVG    | 05 | Parti socialiste et apparentés             | Adjointe au maire du Passage                      |
|                     | Sébastien Delbosq     | RN     | 01 | Rassemblement national                     | —                                                 |
|                     | Annick Cousin         | RN     | 02 | Rassemblement national                     | Ancienne députée                                  |
|                     | Marie Costes          | LR-LMR | 01 | Les Républicains                           | Maire de Saint-Front-sur-Lémance                  |
|                     | Jean Dionis du Séjour | MoDem  | 01 | Centre et indépendants                     | Maire d'Agen, président de l'Agglomération d'Agen |
|                     | Maryse Combres        | LÉ     | 01 | Écologiste et citoyen                      | Conseillère municipale d'Agen                     |
| * Vice-président(e) |                       |        |    |                                            |                                                   |

### 2015-2021
|                     | Matthias Fekl             | PS   | 01 | Parti socialiste et apparentés | Député de Lot-et-Garonne                              |
|                     | Sandrine Laffore          | PS   | 02 | Parti socialiste et apparentés | Conseillère municipale de Montagnac-sur-Auvignon      |
|                     | Guillaume Moliérac        | PS   | 03 | Parti socialiste et apparentés | Adjoint au maire de Villeréal                         |
|                     | Maryse Combres            | EÉLV | 04 | Écologiste et citoyen - EELV   | Conseillère municipale de Sainte-Colombe-en-Bruilhois |
|                     | Tarik Laouani             | PS   | 05 | Parti socialiste et apparentés | Conseiller municipal de Tonneins                      |
|                     | Marie Costes              | LR   | 01 | Les Républicains - CPNT        | —                                                     |
|                     | Jean Dionis du Séjour     | UDI  | 02 | Modem - Union centriste        | Maire d'Agen                                          |
|                     | Étienne Bousquet-Cassagne | FN   | 01 | Rassemblement national         | Conseiller municipal de Villeneuve-sur-Lot            |
|                     | Hélène Pain               | FN   | 02 | Rassemblement national         | —                                                     |
| * Vice-président(e) |                           |      |    |                                |                                                       |

### 2010-2015
|                     | Lucette Lousteau       | PS    | 01 | - | Députée de Lot-et-Garonne (à partir de 2012)                              |
|                     | Jean-Louis Matéos      | PRG   | 06 | - | Conseiller général d'Agen-Ouest, conseiller municipal d'Agen              |
|                     | Matthias Fekl *        | PS    | 02 | - | Député de Lot-et-Garonne (à partir de 2012), adjoint au maire de Marmande |
|                     | Marie-Françoise Beghin | PS    | 03 | - | 1re adjointe au maire de Villeneuve-sur-Lot                               |
|                     | Bernard Péré           | EÉ    | 04 | - | —                                                                         |
|                     | Martine Alcorta        | EÉ    | 05 | - | —                                                                         |
|                     | Michel Diefenbacher    | UMP   | 01 | - | Député de Lot-et-Garonne (jusqu'en 2012)                                  |
|                     | Laurence Maïoroff      | UMP   | 02 | - | Adjointe au maire d'Agen                                                  |
|                     | Patrick Beauvillard    | MoDem | 01 |   | —                                                                         |
| * Vice-président(e) |                        |       |    |   |                                                                           |

### 2004-2010
|                     | Jean Guérard          | PS  | 01 | - | —                                                         |
|                     | Maria Garrouste       | PS  | 02 | - | —                                                         |
|                     | Guy Saint-Martin      | PS  | 03 | - | Conseiller général d'Agen-Sud-Est                         |
|                     | Rose-Marie Schmitt *  | LV  | 04 | - | —                                                         |
|                     | Frédéric Vilcocq      | PS  | 05 | - | —                                                         |
|                     | Jean Dionis du Séjour | UDF | 01 | - | Député de Lot-et-Garonne, maire d'Agen (à partir de 2008) |
|                     | Jean François-Poncet  | UMP | 03 | - | —                                                         |
|                     | Laurence Maïoroff     | UMP | 02 | - | Adjointe au maire d'Agen                                  |
|                     | Jean-Marie Simon      | FN  | 01 | - |                                                           |
| * Vice-président(e) |                       |     |    |   |                                                           |